# 现代投资
现代投资（简称：现代投资，曾用简称：“湖南高速”；深交所：000900）为一家办公地址和注册地位于湖南省长沙市，公路管理及养护领域为主的上市公司，公司主要投资经营公路、桥梁、隧道和渡口；投资高新技术产业、广告业；高等级公路建设、收费及养护。2010年，公司营业收入190,348.65万元，净利润79,268.09万元。公司注册地址为长沙市八一路466号，办公地点位于长沙市芙蓉中路二段279号金源大酒店天麒楼。
现代投资系1993年5月27日，由湖南省高速公路建设开发总公司联合中国建设银行湖南铁道分行、中国建设银行湖南电力分行、长沙市公路工程管理处和长沙县土地开发公司共同发起，以定向募集方式设立湖南长永公路股份有限公司；1997年3月10日更名为湖南长永高速公路股份有限公司，2000年10月更名为现代投资。公司成立后，修建了湖南省第一条高速公路长永高速，1999年1月28日于深圳证券交易所上市交易。到2010年12月31日，公司总资产648,984.96万元，总股本扩充至39,916.59万股。现代投资的控股机构为湖南省高速公路建设开发总公司，其持股比重占27.19%。